# Artemisio Salvatori
Artemisio Salvatori (Itàlia - Barcelona, Catalunya, 1907) fou un clarinetista, pedagog, i músic arreu del territori català.
Podem considerar l'Artemisio Salvatori com a successor de Josep Jurch i Rivas, ja que ell mateix va ocupar la seva plaça de primer clarinet a l'Orquestra del Gran Teatre del Liceu l'any 1870. Apareix també com a requint a la Banda Municipal de Barcelona, ja en els seus inicis l'any 1886 fins al 1894.
Apareixia repetidament en contextos populars relacionats amb agrupacions bandístiques més o menys professionals, orquestres de ball o en cafès-concerts i en diferents sales de concerts. A part, també es dedicava a la docència del clarinet tant a l'Escola Municipal de Música de Barcelona com al Conservatori del Liceu.
Pel que fa a l'Escola Municipal de Música de Barcelona, Salvatori va ser el primer professor de clarinet de tota la seva història.